# Adventureland
Adventureland ist ein frühes Textadventure für Heimcomputer. Es wurde 1978 von Scott Adams entwickelt, der eigens für dieses Spiel das Unternehmen Adventure International gründete. Später folgten Portierungen für andere Computer sowie eine Version mit Grafiken.

## Handlung
Der Spieler findet sich in einer fremden Fantasy-Welt wieder und erhält die Aufgabe, 13 Schätze zu finden und an einem zentralen Ort zu deponieren. Auf seiner Reise trifft er unter anderem auf einen Drachen und besucht die Hölle. Wie in Adventure-Spielen dieser Zeit üblich spielt sich ein Großteil des Spiels in einem unterirdischen Höhlensystem ab.

## Spielprinzip und Technik
Adventureland ist ein Textadventure, das heißt, Umgebung und Geschehnisse werden als Bildschirmtext aus- und die Handlungen des Spielers ebenfalls als Text über die Tastatur eingegeben und von einem Parser abgearbeitet. In einigen Versionen ist das obere Viertel der Darstellung der Umgebung und des Geschehens vorbehalten, der Rest des Bildschirms dient der Befehlseingabe und den Reaktionen des Parsers darauf; in den übrigen Versionen wird jeglicher Text sequenziell ausgegeben. Später veröffentlichte Versionen enthielten zum Teil rudimentäre Grafiken in Form von handgezeichneten Standbildern. Der Parser hatte einen Umfang von etwa 120 Wörtern, etwa ein Sechstel dessen, was der grammatikalisch wesentlich komplexere Parser des früher erschienenen Zork verarbeiten konnte.

## Produktionsnotizen
Adams wurde durch das an seinem Arbeitsplatz auf Großrechnern laufende Spiel durch Adventure, auch Colossal Cave genannt, zum Entwickeln von Adventureland inspiriert. Obwohl er als Programmierer beschäftigt war und dabei Zugang zu Großrechnern hatte, wählte er seinen privaten TRS-80-Heimcomputer als Entwicklungsplattform. Die Programmiersprache war das BASIC des TRS-80. Adams wählte dabei nicht den Ansatz, den Programmcode ausschließlich für das in Arbeit befindliche Spiel zu schreiben, sondern arbeitete direkt auf eine Wiederverwendbarkeit des Codes hin. Hierfür entwickelte er einen Interpreter, der Spieldaten einlas, daraus die Spielwelt formte und die Interaktion mit dem Spieler abwickelte, sowie einen Editor für Spieldaten. Mit letzterem konnte Adams dann unter anderem die Räumlichkeiten und Objekte des Spiels eingeben, aber auch Daten für später von ihm entwickelte Spiele, ohne den Programmcode erneut erzeugen zu müssen.
Adams vertrieb sein Programm zunächst in Form simpler Kompaktkassetten. Parallel zum Eigenvertrieb schloss er einen Vertrag mit dem US-Computermagazin SoftSide, das über eine Ausgründung namens TRS-80 Software Exchange auch als Publisher für Software tätig war und Adams Spiel (sowie das wenig später entstandene Pirate Adventure) ab spätestens Dezember 1978 vertrieb und im Magazin bewarb. Damit war Adams’ Adventureland das zweite für Heimcomputer erschienene Adventurespiel, nachdem eine von Gordon Letwin auf den Heathkit H8 portierte Version von Adventure bereits seit spätestens Oktober 1978 im Handel erhältlich war.
Anfang 1979 gründete Adams für die professionellere Vermarktung seines Spiels die Firma Adventure International und ergänzte die Kassetten um eine professionelle Verpackung. Adventureland war damit das erste kommerziell vertriebene Adventure. Das Spiel wurde auf diverse Heimcomputer portiert (zum Beispiel 1985 durch Adventure Soft für den ZX Spectrum) und verkaufte sich insgesamt über 10.000 mal. Die Version für den Commodore VC 20 erschien als Steckmodul, so dass die langwierigen Ladezeiten der Kassettenversionen entfielen.
Der Quellcode des Spiels wurde bereits 1980 im US-Magazin Byte veröffentlicht. Zu den zahlreichen Plattformen, auf die das Spiel von Fans portiert wurde, gehört mit dem Atari 2600 auch eine Spielkonsole ohne Tastatur. Das Spiel wird auf dieser Konsole mittels Buchstabenwahl auf einer optional anschließbaren Zifferntastatur bedient.

## Rezeption
Das britische Fachmagazin Micro Adventurer lobte 1983, dass die Spielwelt logisch aufgebaut und damit kartographierbar sei. Das Magazin kritisierte, dass die zu findenden Schätze als zentrales Spielziel teils wie zufällig über die Spielwelt verteilt worden statt durch Rätsel gesichert seien. Der Spielfluss werde zudem durch kleinere technische Unzulänglichkeiten gehemmt.
Der Ludohistoriker Jimmy Maher gestand Adams in einer Retrospektive zwar zu, mit Adventureland das zweite Adventure für Heimcomputer entwickelt und es darüber hinaus zu einem kommerziellen Erfolg gemacht zu haben, sah das Spiel aus moderner Perspektive aber als langweilig und hochgradig unfair gegenüber dem Spieler an: Es gäbe keinen Plot, einige Rätsel seien unfair bis absurd, der Parser und die Beschreibungen der Spielwelt seien minimalistisch, die Verknüpfungen der Räumlichkeiten der Spielwelt seien inkonsistent und der Spieler können das Spiel an mehreren Stellen in eine nicht mehr lösbare Situation bringen, in der das Spiel neu geladen werden musste, was auf einem TRS-80 damals 25 Minuten gedauert habe. In positiver Hinsicht habe Adams es geschafft, dem Spiel trotz des Speichermangels an manchen Stellen eine „minimalistische Poesie“ einzuhauchen. Maher stellte heraus, dass Adventureland seinem Vorbild Adventure in vielerlei Hinsicht ähnele. Inhaltlich handele es sich in beiden Fällen um eine storylose Schatzsuche, während in technischer Hinsicht in beiden Fällen die Spielwelt aus Datentabellen eingelesen werde, während die Interaktion mit der Spielwelt „von Hand“ in den Parser einprogrammiert sei. Nick Montfort, Professor für Digitale Medien am MIT, zitiert in einem Werk über Interactive Fiction Kritiken, die Adventureland (und weitere Spiele von Adams) zwar als „phantasievoll und voller cleverer Puzzles“ bezeichnen, aber auch auf einen sehr nachlässigen Umgang mit Sprache hinwiesen: Adams Spiele seien voller Rechtschreibfehler und von fragwürdiger Grammatik und seien in einem telegrafieartigen Pidgin-Englisch geschrieben.